# Bivibranchia fowleri
Bivibranchia fowleri är en fiskart som först beskrevs av Steindachner, 1908.  Bivibranchia fowleri ingår i släktet Bivibranchia och familjen Hemiodontidae. Inga underarter finns listade.

## Bildgalleri

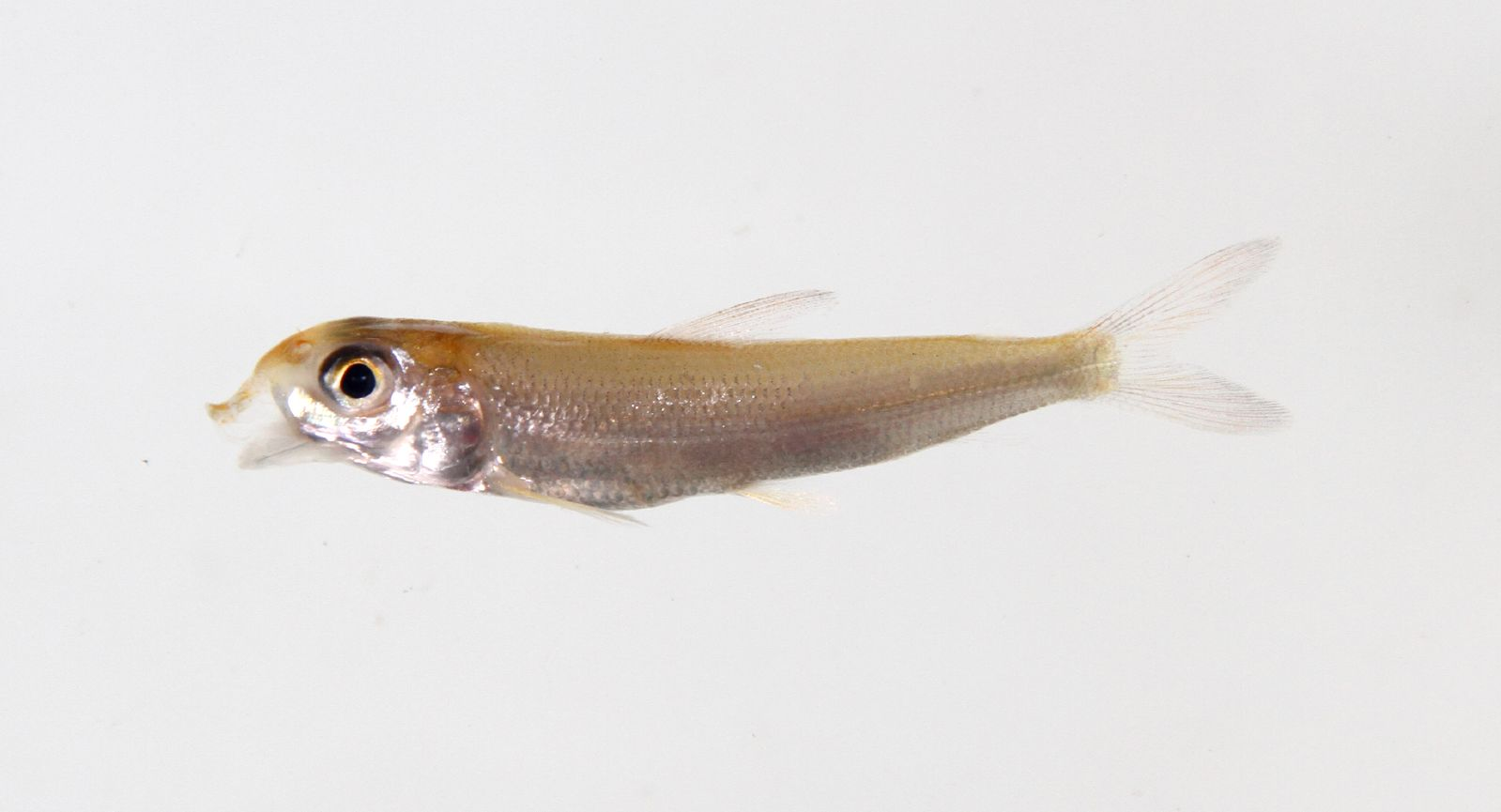